# Bataillon Sibir
Le bataillon Sibir, également appelé bataillon sibérien ou bataillon de Sibérie (en ukrainien : Батальйон «Сибір» (Batalion “Sybir”)), est un groupe paramilitaire composé de citoyens russes opposés à Vladimir Poutine et combattant aux côtés de l'Ukraine.

## Recrutement
Les membres de cette unité comprennent des Russes, des Iakoutes et des Bouriates, qui voient la victoire de l'Ukraine comme une opportunité d'obtention de l'indépendance de ces peuples ou une large autonomie vis-à-vis de la Russie. Avant la signature de contrat, les volontaires sont soumis à une enquête approfondie, qui peut durer jusqu'à un an. Le bataillon ne recrute aucun soldat russe capturé.

## Historique
L'unité combat lors de la bataille d'Avdiïvka. Le 12 mars 2024, elle participe à un raid dans les oblasts russes de Koursk et de Belgorod aux côtés de la légion de la Liberté de la Russie.
Le 9 août 2024, le HUR affirme que les unités ukrainiennes « Chimère », « Stouhna (uk) », « Parangon », « bataillon sibérien » et « Terreur (uk) », avec le soutien de la Marine ukrainienne, ont lancé un raid aéroporté sur la flèche de Kinbourn, occupée par la Russie, à l'embouchure du Dnipro dans l'oblast de Mykolaïv, tuant une trentaine de soldats et détruisant six véhicules blindés.

## Commandant
Le commandant du bataillon est Vladislav Ammossov. Il est d'origine iakoute et affirme avoir travaillé pendant 15 ans au sein de l'agence de renseignement militaire étranger russe, le GRU. Vétéran de la première et de la seconde guerre de Tchétchénie, Ammossov soutient l'indépendance de sa Sakha natale (Iakoutie).